# Gangsters: Organized Crime
Gangsters: Organized Crime  là một game chiến lược của Eidos Interactive dành cho Windows, được phát hành lần đầu tiên vào năm 1998. và được phát hành lại vào năm 2012 trên GOG.com.  Nó lấy bối cảnh ở vùng ngoại ô New Temperance hư cấu ở Chicago trong thời kỳ cấm rượu ở Mỹ. Phần tiếp theo, Gangsters 2: Vendetta, được Eidos phát hành vào năm 2001.

## Lối chơi
Gangsters được chơi bằng cách xen kẽ giữa lối chơi theo lượt và thời gian thực. Khi bắt đầu, người chơi đưa ra mệnh lệnh cho các băng đảng xã hội đen dưới quyền mình kiểm soát, sau đó đưa ra trước mặt người chơi trong khía cạnh thời gian thực của game (tuần làm việc).
Để có bất kỳ cơ hội chiến thắng nào trong game, người chơi phải bắt đầu mở rộng lãnh thổ của mình bằng cách ra lệnh cho băng nhóm tống tiền các doanh nghiệp trả tiền bảo kê cho người chơi mỗi tuần (số tiền này phải được thu thập). Người chơi cũng sẽ phải bắt đầu tuyển dụng thêm những tên xã hội đen cho băng nhóm của mình càng sớm càng tốt bằng cách đưa ra lệnh tuyển dụng những tên xã hội đen mới. Các tân binh mới bổ sung đều được tuyển dụng từ các phòng tập thể dục, sảnh hồ bơi, quán cà phê, bến tàu và cơ quan thất nghiệp.
Băng đảng xã hội đen có nhiều thuộc tính khác nhau như trí thông minh, nắm đấm, dao, v.v. khiến chúng phù hợp với các nhiệm vụ khác nhau. Ví dụ, một tên giang hồ có kỹ năng dùng dao cao và kỹ năng nắm đấm thấp có thể vô tình giết một người mà anh ta chỉ đơn thuần là được cử đến để đánh đập. Tên giang hồ có thể được thăng cấp lên thủ lĩnh, điều này mang lại cho hắn khả năng lãnh đạo nhóm giang hồ. Hắn cũng có thể thuê một luật sư và một kế toán. Có nhiều loại ô tô và vũ khí khác nhau được mua để hỗ trợ thực hiện nhiệm vụ.
Để hỗ trợ nhu cầu của đám du côn này, người chơi sẽ cần quản lý các hoạt động của xã hội đen để mang lại tiền bạc cho mình. Điều này có thể được thực hiện thông qua việc mua lại các doanh nghiệp (Cả hợp pháp và bất hợp pháp), chiêu trò phòng vệ, quấy phá các doanh nghiệp và hối lộ/thuê những người thích hợp để đảm bảo họ không gặp rắc rối. Luật sư có thể giữ cho những tên giang hồ của người chơi không bị bỏ tù trong khi kế toán có thể bao trả tất cả số tiền bất hợp pháp mà người chơi kiếm được, trốn thuế và kiểm toán các doanh nghiệp của người chơi trong trường hợp những tên giang hồ điều hành đang ăn cắp thu nhập từ việc kinh doanh của người chơi. FBI có thể tham gia vào việc điều tra các doanh nghiệp bất hợp pháp, nếu chúng không hoạt động đủ tốt để che giấu thân phận, dẫn đến việc đóng cửa tốn kém và gây họa cho người chơi.
Trò chơi có 3 điều kiện chiến thắng với mức độ khó khác nhau, từ dễ nhất đến khó nhất.
Đường thẳng: Điều này đòi hỏi người chơi phải có được một luật sư giỏi và thu về một khoản tiền hoàn toàn hợp pháp từ các doanh nghiệp sở hữu, không để đám giang hồ bị cảnh sát truy nã và không bị "kích động". Cuối cùng, người chơi có thể chọn từ bỏ cuộc sống tội phạm đã mở đường và hợp pháp với đế chế kinh doanh mới của họ. Các băng nhóm đối thủ là mối đe dọa chính cho mục tiêu này vì động thái của chúng trên lãnh thổ của người chơi có thể lôi kéo người chơi trở lại tội ác để trả đũa hoặc bảo vệ.
Được bầu làm Thị trưởng: Điều này đòi hỏi người chơi phải cố sức đoạt chức thị trưởng của thành phố, yêu cầu luật sư giỏi, nhiều tiền, lãnh thổ và một lá phiếu chiến thắng. Người chơi cần phải giữ cho những người bầu chọn tiềm năng của mình hài lòng thông qua chi phí bảo vệ thấp và an ninh cao với các hoạt động từ thiện như lập các điểm phát chẩn đồ ăn cho người vô gia cư, dân nghèo và công nhân thất nghiệp. Việc sở hữu một nhóm hợp tác kinh doanh bất hợp pháp cũng có thể tạo ra một sự thúc đẩy đáng kể cho số phiếu bầu.
Thống trị: Đây là cách khó nhất nhưng ít phức tạp nhất để giành chiến thắng, tiêu diệt tất cả các băng nhóm đối thủ thông qua vũ lực. Khó khăn đến từ sự kích động khổng lồ tiềm tàng từ cảnh sát khi người chơi cầm đầu cuộc chiến băng đảng với kẻ thù với số lượng xác chết lớn được đưa lên mỗi tuần cùng với các tòa nhà bị tấn công, đốt cháy hoặc nổ tung. Đôi khi giết các thủ lĩnh của địch là không đủ vì, không giống như người chơi, một tên trùm khác từ băng đảng của hắn vẫn có thể tiếp quản nhóm của mình một cách dễ dàng, khiến người chơi cần phải tìm kiếm và phá hủy trụ sở của chúng.

## Đón nhận
Gangsters: Organized Crime đã thành công về mặt thương mại. Tại thị trường Đức, nó ra mắt ở vị trí thứ 9 trên bảng xếp hạng doanh số game máy tính của Media Control trong nửa cuối tháng 12 năm 1998. Trò chơi tiến hành để giữ vững vị trí 8 và 11 cho phân nửa của tháng 1. Trên toàn thế giới, Gangsters đã bán được 350.000 bản vào tháng 6 năm 1999. Màn trình diễn này đã khiến Hothouse bắt đầu sản xuất phần tiếp theo, Gangsters 2. Doanh số của trò chơi đã tăng lên 500.000 bản vào tháng 11. Hothouse quy phần lớn doanh số bán hàng của mình cho Đức, Vương quốc Anh và Hoa Kỳ.
Next Generation đã đánh giá phiên bản PC của game, xếp hạng bốn trong số năm sao và nói rằng "Mặc dù có một số vấn đề về giao diện, một vài lỗ hổng thiết kế và hướng dẫn sử dụng sơ sài, nhưng một khi người chơi nắm vững các tương tác phức tạp trong game, Gangsters trở nên chính xác những gì người hâm mộ thể loại này tìm kiếm – điều khiến họ thức khuya."